# El caso de los anónimos
El caso de los anónimos (The Moving Finger: título original) es una novela de misterio escrita por Agatha Christie y fue publicada el año 1943.  

## Argumento
Jerry y Joanna Burton llegan a vivir a Lymstock, un pequeño pueblo en Inglaterra. Cuando llegaron todos les parecieron muy amables, hasta que empezaron a llegarles anónimos amenazantes, pero no solo a ellos, sino a todos en Lymstock. Hasta que la muerte de la esposa de Richard Symmington, un famoso abogado, desata el terror en el pueblo. Se empiezan a hacer investigaciones, hasta que llega Miss Marple, que es invitada del pastor Calthrop. Ella ayudará a descubrir al responsable de estos anónimos.

## Películas
- Se hizo una versión para la televisión en 1985 con Joan Hickson como Miss Marple. Una segunda versión se hizo en 2006 con Geraldine McEwan como Marple.

- Datos: Q1215982